# 马来三色旗

马来三色旗

印度尼西亚廖内省使用的水平三色旗变体版本

马来三色旗是由绿色、黄色和红色组成的三色旗，在一些马来人主要组织采用的各种符号象征，是常见的颜色组合设计。 

## 象征意义
三色旗源于马来化的三个重要价值观：伊斯兰教、马来统治者和马来文化。 绿色（Hijau）象征伊斯兰教的传统颜色，这种信仰一直是马来文化不可或缺的一部分。黄色（Kuning）通常是与马来苏丹相关的王室颜色，象征马来人对马来君主的效忠。 红色（Merah）是马来文化的传统颜色，象征勇气、勇猛、英雄和忠诚。 红色也被昵称为鲜红色（kesumba），通常与血有关联，是马来文学中最常被引用的颜色。
马来西亚最古老州属吉打采用红色作为其传统颜色，吉打州旗包含全部三种颜色。

## 用途
尽管这三种颜色深深植根于马来传统习俗，但直到1933年皇家马来军团成立时，才作为代表马来集体的象征。马来军团的徽章和旗帜都带有三色，因为该团的士兵首先宣誓效忠马来苏丹，然后才是大英帝国保护国。 1946年马来民族主义运动达到顶峰时，马来亚右翼政党马来民族统一机构（巫统）在其旗帜中采用马来三色，并增加白色象征纯洁。 巫统之后，马来三色也出现在其他右翼组织标志，例如马来西亚伊斯兰教福利与宣教协会（PEKIDA）和土著权威组织（PERKASA），以及马来西亚一些主要流派的马来武术协会，包括Silat Cekak、Silat Lincah、Seni Gayong和Seni Gayung Fatani。
绿黄红三色在马来帮派人群中同样广受欢迎，马来西亚政府取缔的黑帮“三线党”（Tiga Line），就是根据三色旗建立身份的认同。
隔着马六甲海峡的苏门答腊廖内省和廖内群岛省，那里的印尼马来人与马来半岛有着深厚的历史和文化联系，这些颜色与他们在邻居的同胞有着相似的哲学符号。马来三色在当地被命名为金黄色（Kuning Keemasan）、林绿色（Hijau Lumut）和血红色（Merah Darah Burung），被广泛使用在许多地区的传统仪式和文化目的，被认为是两省传统马来婚礼最喜欢的颜色。

## 画廊

皇家马来军团（英语：Royal Malay Regiment）团旗[6]
马来民族统一机构党旗
现行的吉打州旗
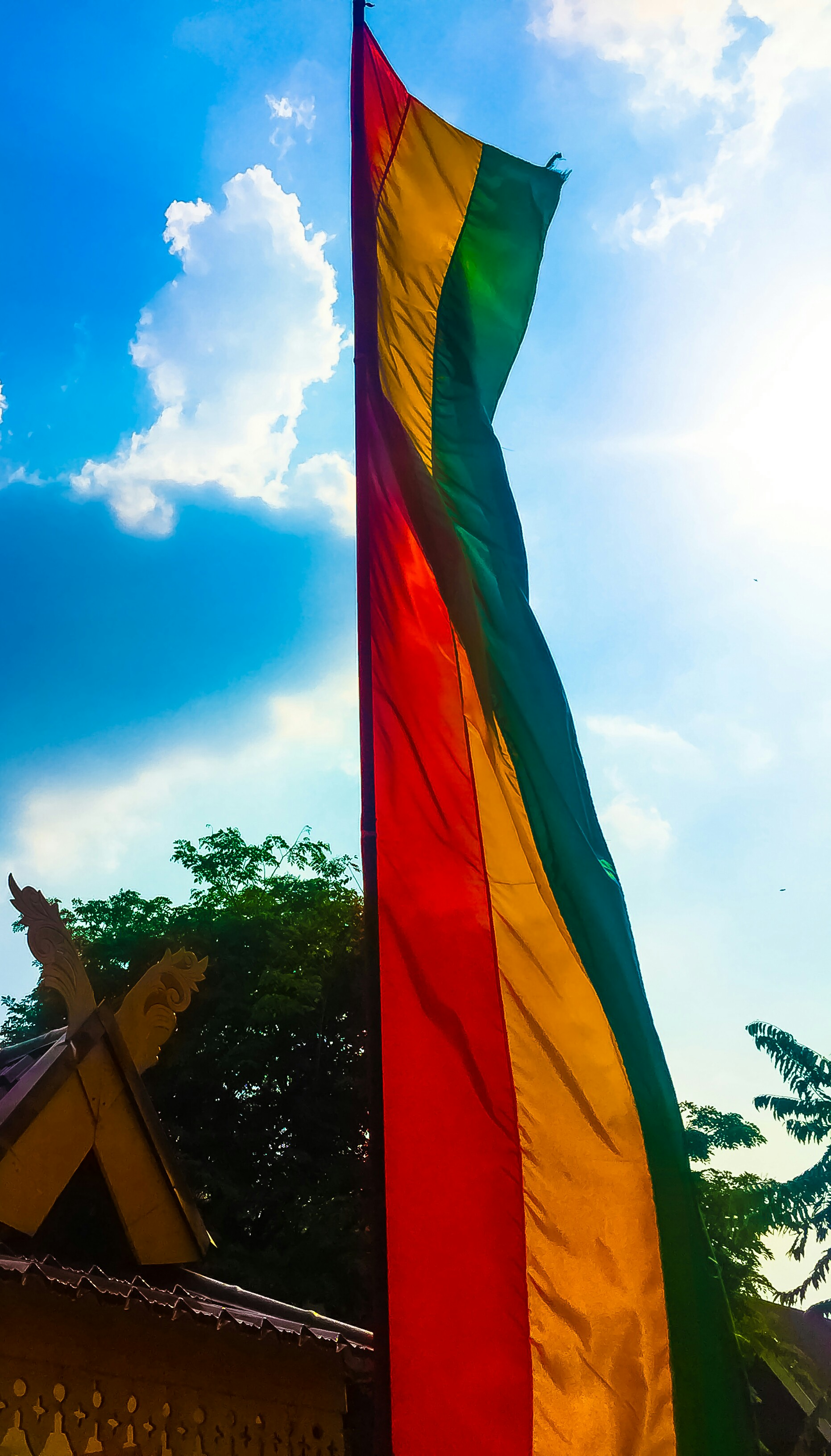
印度尼西亚廖内省北干巴魯某个村庄展示的传统旗帜
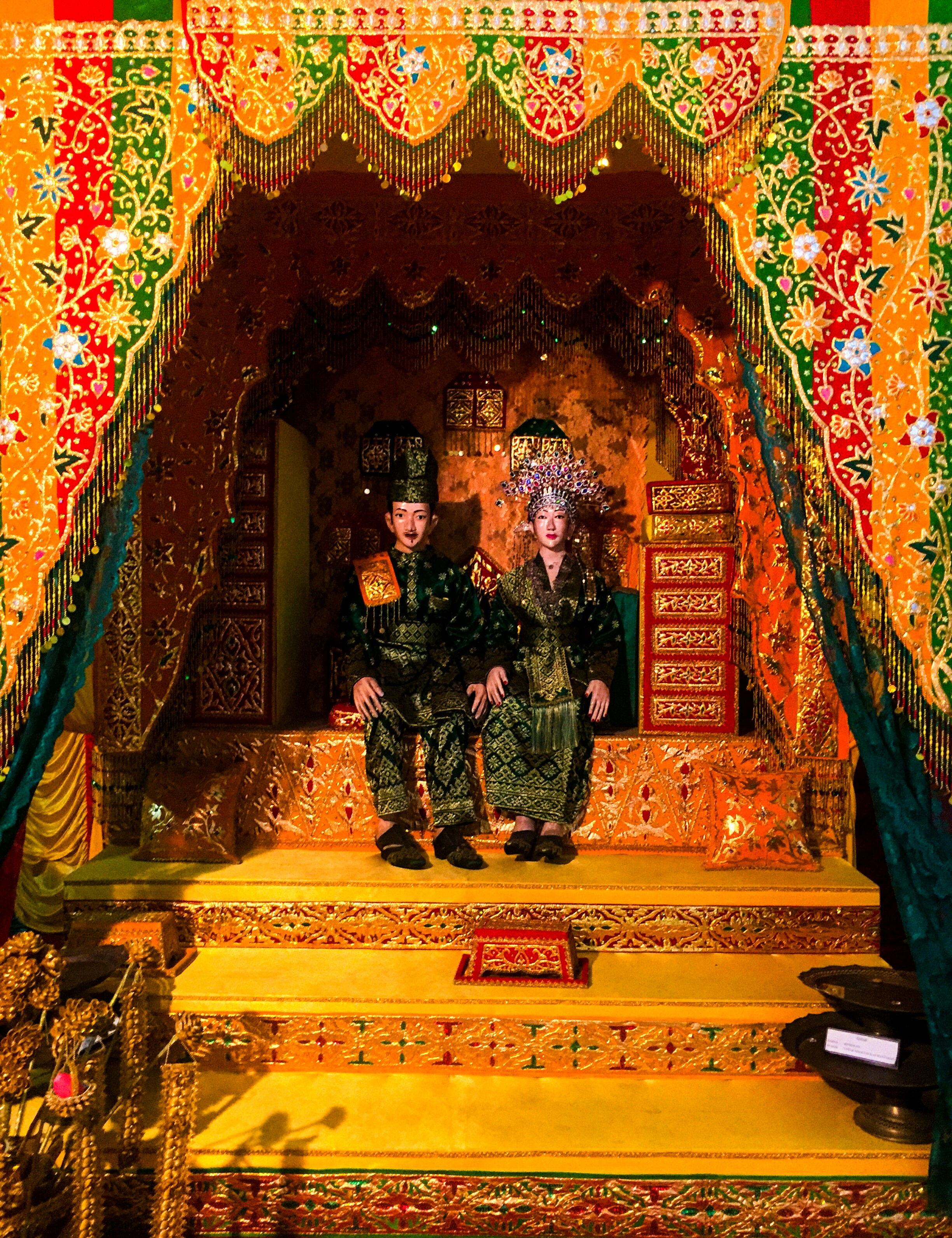
廖内传统婚礼的复制品，布置融合马来世界的三种传统代表颜色
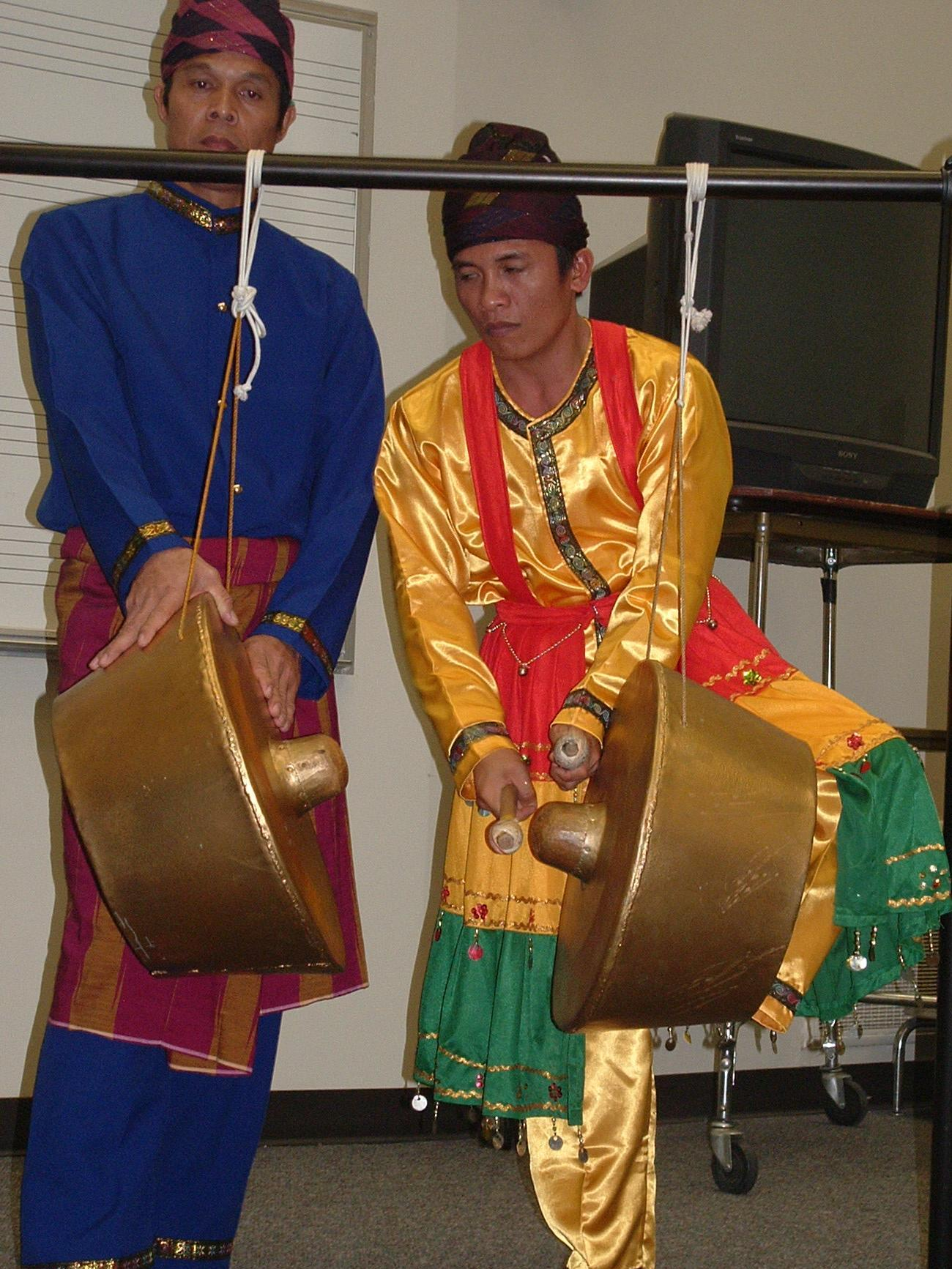
穿着三色服饰的菲律宾马京达瑙（英语：Maguindanao people）摩洛人正在演奏传统民俗乐器阿贡锣